# Cocoa Fujiwara
Cocoa Fujiwara (藤原 ここあ, Fujiwara Kokoa) (Fukuoka - 28 de abril de 1983 - 31 de março de 2015) foi uma mangaká e ilustradora japonesa. 

## Carreira
Começou a escrever mangás aos 15 anos com a obra Calling. Seus mangás Dear e Watashi no Ookami-san foram serializados pela Monthly Gangan Wing.
O mangá Inu x Boku SS começou a ser serializado pela Gangan Joker em 2009 e foi adaptado para anime em 2012.
Katsute Mahou Shoujo to Aku wa Tekitai Shiteita começou a ser serializado em 2013 pela Gangan Joker e terminou após o falecimento de Fujiwara, com seu terceiro volume publicado em 22 de março de 2016.

## Vida pessoal
A autora nasceu em Fukuoka em 28 de abril de 1983. Faleceu em 31 de março de 2015 e a causa da morte não foi revelada pela família.

## Trabalhos

### Mangá
- Calling
- Stray doll
- Watashi no Ookami-san
- Dear
- Ojō-sama to Yōkai Shitsuji (お嬢様と妖怪執事)
- Inu x Boku SS
- Katsute Mahō Shōjo to Aku wa Tekitai Shiteita. (かつて魔法少女と悪は敵対していた。)

### Doramas
- Dear
- Dear: A story of the next day
- Katsute Mahou Shoujo to Aku wa Tekitai Shiteita